# Сражение при Надьшалло (1849)

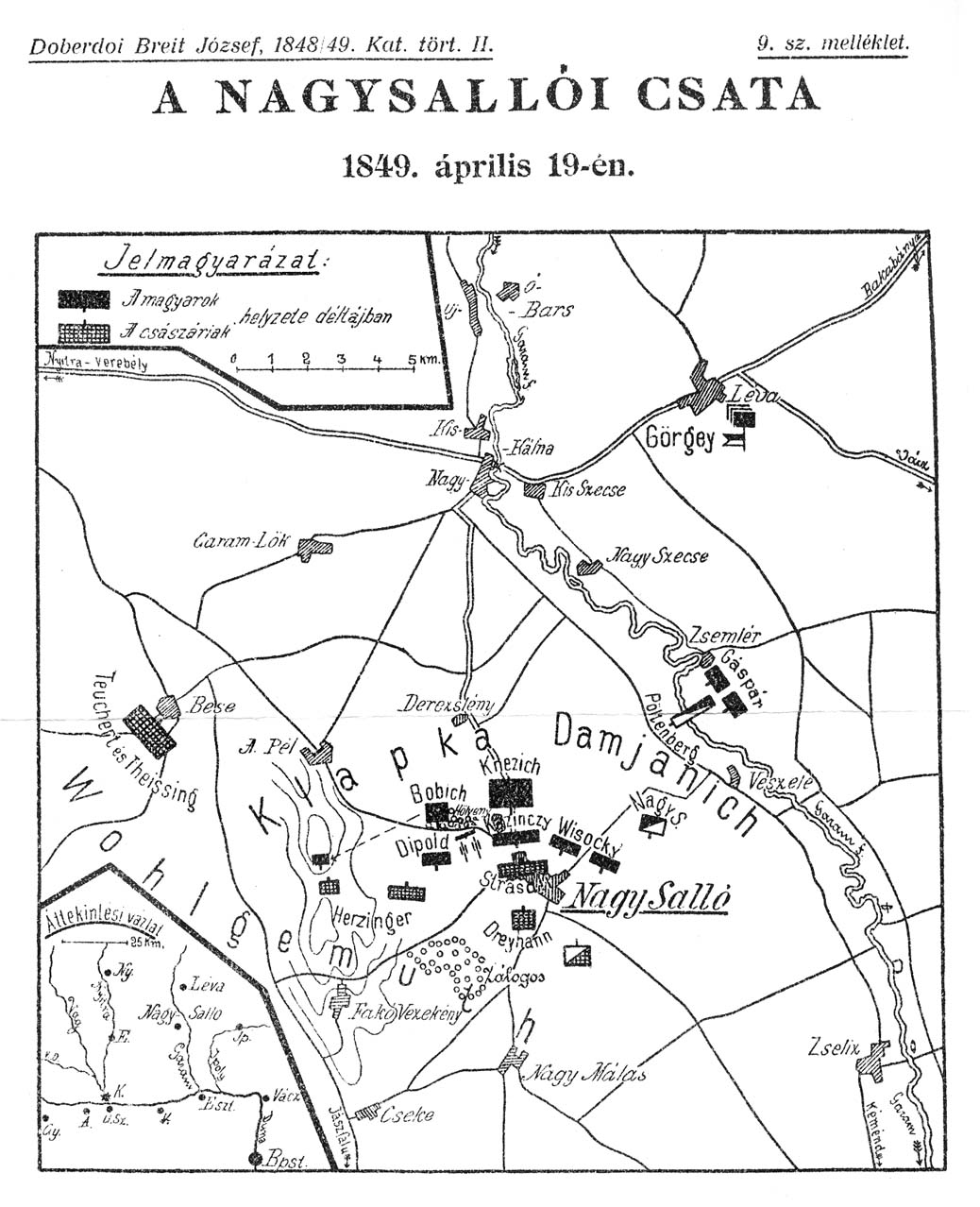
Карта-схема сражения

Сражение при Надьшалло (венг. Nagysallói csata), произошедшее 19 апреля 1849 года во время весенней кампании во время войны за независимость Венгрии, было одним из сражений в между австрийскими имперскими войсками и венгерской революционной армией.
После поражения при Ваце имперский главнокомандующий на венгерском ТВД фельдцейхмейстер Людвиг фон Вельден приказал генерал-лейтенанту Людвигу фон Вольгемуту занять оборонительную позицию и защищать дороги, ведущие из Леве (словацк. Левице) в Комаром. Вольгемут и его три бригады подошли к рекам Ваг и Гарам (словацк. Грон), к ним присоединились бригада из дивизии генерал-лейтенанта Бальтазара Симуниха и дивизия Яблоновского, потерпевшая поражение в Ваце несколькими днями ранее. Вельден был уверен, что этот австрийский армейский корпус, насчитывающий около 20 000 человек, остановит продвижение венгров.
Тем временем 15-17 апреля венгерская армия в составе I и III корпусов и двух дивизий VII корпуса под общим командованием Гёргея прибыла в Леве к Гараму. Гёргей приказал трем корпусам навести мосты через Гарам в трех разных местах. 18-го I и III перешли по мостам и затем продвинулись на юго-запад. Гёргей остался в Леве и не вел свои войска в бой, а позволил командирам своих корпусов действовать свободно, без его руководства.
Несмотря на наличие хорошей информации о количестве венгров, Вольгемут недостаточно знал о ходе строительства мостов и намерениях противника, и думал, что потребуется некоторое время, пока основная часть завершат переправу через Гарам. Исходя из этого, Вольгемут отдал приказ 19 апреля в 5:30 утра бригаде Страсдила из дивизии Яблоновского занять деревни Надьшалло (ныне Тековске Лужаны), Кишшалло и Хёльвени, что они и выполнили, выгнав оттуда авангард Клапки.
Клапка решил вернуть это место. Узнав о ситуации, Дамьянич немедленно послал дивизию Высоцкого на помощь Клапке для контратаки. Когда прибыла дивизия Высоцкого, бой начался в 10 часов тяжелой артиллерийской дуэлью. Хотя австрийцы занимали очень хорошую оборонительную позицию, 1-й венгерский корпус, обрушив на наступавших сокрушительную канонаду, отвоевал Хёльвени и Кишшалло, заставив австрийцев подразделения отступить оттуда в Надьшалло. Во время этих ожесточенных боев две деревни загорелись.
Затем две бригады из дивизии Высоцкого (III корпус) вместе с дивизией Казинци (I корпус) атаковали Надьшалло с северо-востока и севера и около 11 часов после упорного штыкового боя отбили деревню, улицы которой были завалены трупами, а бригада Страсдила отступила на высоты к северо-западу от Надьшалло. Во время атаки пехоты дивизии Высоцкого кавалерия при поддержке кавалерийских батарей атаковала австрийские артиллерийские части, расположенные на юго-восточной окраине Надьшалло, полностью разгромив их.
Попытка контратаковать и отбить Надьшалло силами двух бригад (Страсдила и Дрейхана) окончилась неудачей. Они вошли в село, но были отброшены с большими потерями.
Следующая контратака бригадой Герцингера через лес Залогош на правое крыло венгров, вначале успешная (была смята и отброшена за пределы Надьшалло венгерская бригада), была отражена силами четырёх венгерских бригад под общим командованием Гийона, заставивших австрийцев отступить.
Около 3 часов, когда кавалерия, задержанная болотистой местностью, наконец заняла свои позиции, Янош Дамьянич отдал приказ о решительной атаке на дивизию Яблоновского.
Видя неудачу своих войск, Вольгемут думал об отступлении, когда в этот момент на его правом фланге появились приведенная полковником Эрнё Пёльтенбергом кавалерия и кавалерийская батарея VII-го венгерского корпуса Гаспара, утром задержавшегося на переправе. При поддержке артиллерии они вместе с кавалерией генерала Надьшандора и батареей конной артиллерии (III корпус) уничтожили имперскую кавалерию на левом фланге, у Надьмалаша.
Австрийцы стали отступать, сдерживая наступление венгров в центре, в сторону Кишмалаша, а затем Надьмалаша. Поскольку имперские войска, собравшиеся в Надьмалаше, подвергались артобстрелу с фронта и флангов, они отступили от деревни и заняли позицию позади неё, но затем под ударами преследующей венгерской кавалерии бросились бежать.
Имперские потери были тяжелыми и составили примерно 2000 убитыми, ранеными и пленными. Венгерские потери оцениваются от 600 до 700 убитых и раненых. Поражение вынудило Вольгемута не вести свой корпус к Комарому, где он планировал присоединиться к осаждающим австрийцам, а отступить через Чеке (словацк. Чака) к Эршекуйвару (словацк. Нове-Замки).
Сражение при Надьшалло считалось венграми одним из лучших сражений, проведенных их армией. Сразу после сражения Гёргей в шутку заявил: «Я уверен, что, когда господа в Дебрецене [политические лидеры Венгрии во главе с Кошутом] услышат известие об этой победе, они объявят войну даже царю России».